# Episodi di A tutto reality: le origini
Questa è la lista degli episodi di A tutto reality: le origini, ossia il secondo spin-off del franchise canadese A tutto reality. La serie è stata trasmessa in anteprima mondiale negli Stati Uniti e in Canada. Negli Stati Uniti è andata in onda dal 1º settembre 2018 su Cartoon Network, preceduta dai primi due episodi pubblicati in anteprima sul sito ufficiale il 30 luglio e il 13 agosto 2018. In Canada è stata trasmessa su Teletoon dal 7 ottobre 2018. Questa stagione è composta da 51 episodi, della durata di 11 minuti ciascuno.
In Italia va in onda su K2 dall'8 aprile 2019.

## Prima stagione
| n° | Titolo originale                       | Titolo italiano                   | Prima TV USA      | Prima TV Canada  | Prima TV Italia |
| -- | -------------------------------------- | --------------------------------- | ----------------- | ---------------- | --------------- |
| 1  | Venthalla                              | La palla di Owen                  | 1º settembre 2018 | 7 ottobre 2018   | 8 aprile 2019   |
| 2  | Duck Duck Juice                        | Succo di unicorno                 | 1º settembre 2018 | 28 ottobre 2018  | 9 aprile 2019   |
| 3  | Cluckwork Orange                       | Il pollo di Jude                  | 1º settembre 2018 | 28 ottobre 2018  | 9 aprile 2019   |
| 4  | Free Chili                             | Missione Hot Dog                  | 1º settembre 2018 | 21 ottobre 2018  | 11 aprile 2019  |
| 5  | The Date                               | L'appuntamento di Chef            | 8 settembre 2018  | 7 ottobre 2018   | 8 aprile 2019   |
| 6  | Aquarium for a Dream                   | Un acquario da sogno              | 8 settembre 2018  | 14 ottobre 2018  | 10 aprile 2019  |
| 7  | Cuttin' Corners                        | La torta di Izzy                  | 15 settembre 2018 | 21 ottobre 2018  | 11 aprile 2019  |
| 8  | Sharing is Caring                      | Dare agli amici rende felici      | 15 settembre 2018 | 4 novembre 2018  | 15 aprile 2019  |
| 9  | Ant We All Just Get Along              | Il formicaio                      | 22 settembre 2018 | 4 novembre 2018  | 15 aprile 2019  |
| 10 | Germ Factory                           | Fabbrica di microbi               | 29 settembre 2018 | 14 ottobre 2018  | 10 aprile 2019  |
| 11 | Cone in 60 Seconds                     | Un cono gelato per Owen           | 6 ottobre 2018    | 11 novembre 2018 | 16 aprile 2019  |
| 12 | The Bad Guy Busters                    | Gli acchiappa-cattivi             | 13 ottobre 2018   | 11 novembre 2018 | 16 aprile 2019  |
| 13 | That's a Wrap                          | Gita al museo                     | 20 ottobre 2018   | 18 novembre 2018 | 17 aprile 2019  |
| 14 | Tiger Fail                             | Gelato alla tigre                 | 27 ottobre 2018   | 18 novembre 2018 | 17 aprile 2019  |
| 15 | A Ninjustice to Harold                 | Sfida ninja                       | 3 novembre 2018   | 25 novembre 2018 | 18 aprile 2019  |
| 16 | Having the Timeout of Our Lives        | Divertirsi in punizione           | 10 novembre 2018  | 25 novembre 2018 | 18 aprile 2019  |
| 17 | Hic Hic Hooray                         | Il singhiozzo di Bridgette        | 17 novembre 2018  | 24 novembre 2018 | 22 aprile 2019  |
| 18 | Bananas & Cheese                       | Banana & Formaggio                | 24 novembre 2018  | 24 novembre 2018 |                 |
| 19 | Inglorious Toddlers                    | Noah in azione!                   | 1º dicembre 2018  | 9 dicembre 2018  |                 |
| 20 | Not Without My Fudgy Lumps             | La scatola di Ciocco-pannosi      | 8 dicembre 2018   | 9 dicembre 2018  |                 |
| 21 | Paint That a Shame                     | Battaglia a paintball             | 15 dicembre 2018  | 16 dicembre 2018 |                 |
| 22 | Snots Landing                          | Il divano di Courtney             | 22 dicembre 2018  | 16 dicembre 2018 |                 |
| 23 | Know it All                            | La so-tutto-io                    | 29 dicembre 2018  | 30 dicembre 2018 |                 |
| 24 | A Licking Time Bomb                    | Biscotti per tutti                | 2 febbraio 2019   | 30 dicembre 2018 |                 |
| 25 | From Badge To Worse                    | Un'amica per Courtney             | 9 febbraio 2019   | 3 febbraio 2019  |                 |
| 26 | Snow Way Out                           | La neve                           | 2 marzo 2019      | 3 febbraio 2019  |                 |
| 27 | Toys Will Be Toys                      | La sfida di video                 | 16 febbraio 2019  | 10 febbraio 2019 |                 |
| 28 | All Up In Your Drill                   | Contesa per l'elmetto             | 23 febbraio 2019  | 10 febbraio 2019 |                 |
| 29 | Stay Goth, Poodle Girl, Stay Goth      | La bambola di Gwen                | 9 marzo 2019      | 24 febbraio 2019 |                 |
| 30 | Gum And Gummer                         | Gomma tra i capelli               | 16 marzo 2019     | 24 febbraio 2019 |                 |
| 31 | Invasion of the Booger Snatchers       | L'invasione degli Ultra-moccoloni | 23 marzo 2019     | 24 marzo 2019    |                 |
| 32 | Wristy Business                        | Infortuni e slogature             | 30 marzo 2019     | 24 marzo 2019    |                 |
| 33 | Melter Skelter                         | Un nuovo giocattolo               | 30 marzo 2019     | 31 marzo 2019    |                 |
| 34 | The Never Gwending Story               | La storia senza finale            | 6 aprile 2019     | 31 marzo 2019    |                 |
| 35 | There Are No Hoppy Endings             | Hoppy il combinaguai              | 15 aprile 2019    | 21 aprile 2019   |                 |
| 36 | Too Much of a Goo'd Thing              | Il mostro di melma                | 22 aprile 2019    | 27 aprile 2019   |                 |
| 37 | The Price of Advice                    | Izzy lo sa                        | 29 aprile 2019    | 27 aprile 2019   |                 |
| 38 | Mother of All Cards                    | La festa della mamma              | 6 maggio 2019     | 26 maggio 2019   |                 |
| 39 | Duncan Disorderly                      | Il Duncan Day                     | 13 maggio 2019    | 21 aprile 2019   |                 |
| 40 | Soother or Later                       | Il temporale                      | 20 maggio 2019    | 5 maggio 2019    |                 |
| 41 | Camping is In Tents                    | Campeggio                         | 27 maggio 2019    | 10 giugno 2019   |                 |
| 42 | Mutt ado about Owen                    | Owen il cane                      | 2 novembre 2019   | 5 maggio 2019    |                 |
| 43 | Simons are forever                     | Simon dice                        | 2 novembre 2019   | 26 maggio 2019   |                 |
| 44 | Stop! Hamster time                     | Fermiamo il criceto malvagio!     | 9 novembre 2019   | 23 giugno 2019   |                 |
| 45 | Driving Miss Crazy                     | La moto di Duncan                 | 9 novembre 2019   | 23 giugno 2019   |                 |
| 46 | Weiner Takes All                       | Il giorno dell'Hot dog            | 16 novembre 2019  | 30 giugno 2019   |                 |
| 47 | Apoca-lice now                         | Pericolo pidocchi                 | 16 novembre 2019  | 30 giugno 2019   |                 |
| 48 | Gnome More Mister Nice Guy             | Gli gnomi malefici                | 23 novembre 2019  | 28 luglio 2019   |                 |
| 49 | Look who's clocking                    | L'orologio guasto                 | 23 novembre 2019  | 28 luglio 2019   |                 |
| 50 | Harold Swatter and the globet of files | Harold la mosca                   | 30 novembre 2019  | 4 agosto 2019    |                 |
| 51 | Stink. Stunk. Stank.                   | Puzzola alla riscossa             | 30 novembre 2019  | 4 agosto 2019    |                 |

## Seconda stagione
Da questa stagione segna un profondo cambiamento nell'edizione italiana del cartone. Infatti Chef Hatchet non è più doppiato dalla sua storica voce Roberto Draghetti (morto il 24 luglio 2020), ma da Dario Oppido. Con questo cambiamento, anche un altro personaggio della serie, non presenta più la voce storica della serie A tutto Reality.
| n° | Titolo originale            | Titolo italiano                   | Prima TV USA      | Prima TV Canada  | Prima TV Italia |
| -- | --------------------------- | --------------------------------- | ----------------- | ---------------- | --------------- |
| 1  | Glove Glove Me Do           | Guanti fuori controllo            | 11 gennaio 2020   | 4 aprile 2020    |                 |
| 2  | Robo Teacher                | L'insegnante Robot                | 18 gennaio 2020   | 4 aprile 2020    |                 |
| 3  | The Tooth About Zombies     | L'apocalisse degli Zombie         | 25 gennaio 2020   | 11 aprile 2020   |                 |
| 4  | Lie-Ranosaurus Wrecked      | Un dinosauro per Izzy             | 1 febbraio 2020   | 11 aprile 2020   |                 |
| 5  | An Egg-stremely Bad Idea    | L'arte di rallegrare              | 18 febbraio 2020  | 18 aprile 2020   |                 |
| 6  | Exercising the Demons       | Operazione fitness                | 18 febbraio 2020  | 18 aprile 2020   |                 |
| 7  | Pudding the Planet First    | Attacco alla Terra                | 18 aprile 2020    | 25 aprile 2020   |                 |
| 8  | Supply Mom                  | Una supplente scatenata           | 18 aprile 2020    | 25 aprile 2020   |                 |
| 9  | Mooshy Mon Mons             | Cioccolata... a tutti i costi!    | 25 aprile 2020    | 2 maggio 2020    |                 |
| 10 | Student Becomes the Teacher | Nei panni di Chef!                | 25 aprile 2020    | 2 maggio 2020    |                 |
| 11 | Beth and the Beanstalk      | Beth e la pianta di fagioli       | 2 maggio 2020     | 27 giugno 2020   |                 |
| 12 | Pinata Regatta              | La gara delle pignatte            | 2 maggio 2020     | 18 luglio 2020   |                 |
| 13 | A Dame-gerous Game          | Sfida all'ultimo trofeo           | 9 maggio 2020     | 18 luglio 2020   |                 |
| 14 | Royal Flush                 | Un bagno reale                    | 9 maggio 2020     | 7 novembre 2020  |                 |
| 15 | Total Eclipse of the Fart   | Questione di gas                  | 16 maggio 2020    | 7 novembre 2020  |                 |
| 16 | Dissing Cousins             | Cugini dirompenti                 | 23 maggio 2020    | 4 gennaio 2021   |                 |
| 17 | For a Few Duncans More      | L'esercito dei Duncan             | 14 settembre 2020 | 5 gennaio 2021   |                 |
| 18 | He Who Wears the Clown      | Vita da clown                     | 14 settembre 2020 | 5 gennaio 2021   |                 |
| 19 | Us 'R' Toys                 | I vecchi giocattoli               | 15 settembre 2020 | 6 gennaio 2021   |                 |
| 20 | Dream Worriers              | Sogni preoccupanti                | 15 settembre 2020 | 6 gennaio 2021   |                 |
| 21 | Grody to the Maximum        | Grody senza paura                 | 16 settembre 2020 | 7 gennaio 2021   |                 |
| 22 | Wiggin' Out                 | Cercasi parrucche                 | 16 settembre 2020 | 7 gennaio 2021   |                 |
| 23 | The Upside of Hunger        | La torta capovolta                | 17 settembre 2020 | 8 gennaio 2021   |                 |
| 24 | Fire in the Hole            | Salsa infernale                   | 17 settembre 2020 | 8 gennaio 2021   |                 |
| 25 | Ghoul Spirit                | Il nuovo amico di Gwen            | 26 ottobre 2020   | 31 ottobre 2021  |                 |
| 26 | Duncan Carving              | La zucca di Duncan                | 26 ottobre 2020   | 31 ottobre 2021  |                 |
| 27 | Tu Ba Or Not Tu Ba          | Il talento di Chef                | 27 ottobre 2020   | 15 marzo 2021    |                 |
| 28 | Dude Where's Macaw          | Il campione dei videogiochi       | 28 ottobre 2020   | 15 marzo 2021    |                 |
| 29 | Way Back Wendel             | Sfida dal passato                 | 29 ottobre 2020   | 16 marzo 2021    |                 |
| 30 | Stingin' in the Rain        | Courtney e la moneta antica       | 30 ottobre 2020   | 16 marzo 2021    |                 |
| 31 | Cartoon Realism             | Una visita istruttiva             | 14 novembre 2020  | 17 marzo 2021    |                 |
| 32 | OWW                         | Chef maestro di Wrestling         | 14 novembre 2020  | 17 marzo 2021    |                 |
| 33 | Gobble Head                 | Il Giorno dell’Apprezzamento      | 21 novembre 2020  | 12 aprile 2021   |                 |
| 34 | Me, My Elf, and I           | Nel paese di Babbo Natale         | 5 dicembre 2020   | 20 dicembre 2020 |                 |
| 35 | Snow Country for Old Men    | Chi ha paura dei pupazzi di neve? | 5 dicembre 2020   | 20 dicembre 2020 |                 |
| 36 | Jelly Aches                 | Verde di invidia                  | 12 dicembre 2020  | 18 marzo 2021    |                 |
| 37 | Simply Perfect              | Test a sorpresa                   | 12 dicembre 2020  | 18 marzo 2021    |                 |
| 38 | Baby Brother Blues          | Arriva un fratellino              | 19 dicembre 2020  | 19 marzo 2021    |                 |
| 39 | Space Codyty                | Cody è un alieno                  | 19 dicembre 2020  | 19 marzo 2021    |                 |
| 40 | Snack to the Future         | La merenda del futuro             | 23 gennaio 2021   | 12 aprile 2021   |                 |
| 41 | The Gold and the Stickerful | Pioggia di stelle adesive         | 23 gennaio 2021   | 13 aprile 2021   |                 |
| 42 | Bad Seed                    | La piantina di Izzy               | 30 gennaio 2021   | 13 aprile 2021   |                 |
| 43 | A Fish Called Leshawna      | Un pesce di nome Leshawna         | 6 febbraio 2021   | 14 aprile 2021   |                 |
| 44 | Double Oh Beth              | Vita da spie                      | 13 febbraio 2021  | 14 aprile 2021   |                 |
| 45 | Duncan Duty                 | La vocazione di Duncan            | 20 febbraio 2021  | 15 aprile 2021   |                 |
| 46 | Encore'tney                 | Nessuno è perfetto                | 27 febbraio 2021  | 15 aprile 2021   |                 |
| 47 | Life of Pie                 | Vita da pizza                     | 6 marzo 2021      | 16 aprile 2021   |                 |
| 48 | AbaracaDuncan               | I poteri magici                   | 13 marzo 2021     | 16 aprile 2021   |                 |
| 49 | Shock & AWW                 | Le regole di Courtney             | 20 marzo 2021     | 4 luglio 2021    |                 |
| 50 | School District 9           | La carriera Di Owen               | 27 marzo 2021     | 4 luglio 2021    |                 |
| 51 | The A-Bok-Bok-Bokalypse     | La vendetta dei polli             | 27 marzo 2021     | 27 giugno 2020   |                 |

## Terza stagione
| n°      | Titolo originale                            | Titolo italiano                                | Prima TV USA      | Prima TV Canada   | Prima TV Italia |
| ------- | ------------------------------------------- | ---------------------------------------------- | ----------------- | ----------------- | --------------- |
| 1       | Gumbearable                                 | Gommosissimo Owen                              | 3 aprile 2021     | 6 giugno 2021     | 12 ottobre 2021 |
| 2       | Whack Mirror                                | Lo specchio stregato                           | 17 aprile 2021    | 6 giugno 2021     | 12 ottobre 2021 |
| 3       | Broken Back Kotter                          | Il Maestro migliore del mondo                  | 24 aprile 2021    | 13 giugno 2021    | 13 ottobre 2021 |
| 4       | Weekend at Buddy's                          | Amici per la pelle                             | 1º maggio 2021    | 13 giugno 2021    | 14 ottobre 2021 |
| 5       | MacArthur Park                              | La Vendetta di MacArthur                       | 8 maggio 2021     | 20 giugno 2021    | 15 ottobre 2021 |
| 6       | Last Mom Standing                           | Sfida tra mamme                                | 15 maggio 2021    | 20 giugno 2021    | 18 ottobre 2021 |
| 7       | Carmageddon                                 | Un'auto a prova di Duncan                      | 22 maggio 2021    | 27 giugno 2021    | 19 ottobre 2021 |
| 8       | Sugar & Spice & Lightning & Frights         | I nuovi alunni                                 | 29 maggio 2021    | 27 giugno 2021    | 20 ottobre 2021 |
| 9       | Breaking Bite                               | Un morso di troppo                             | 5 luglio 2021     | 5 settembre 2021  | 21 ottobre 2021 |
| 10      | I Dream of Meanie                           | Sogni da cattivi                               | 6 luglio 2021     | 5 settembre 2021  | 22 ottobre 2021 |
| 11      | Squirrels Squirrels Squirrels               | Un Cattivo Insegnante                          | 7 luglio 2021     | 12 settembre 2021 | 23 ottobre 2021 |
| 12      | Say Hello to my Little Friends              | Vi saluto miei piccoli amici                   | 8 luglio 2021     | 12 settembre 2021 | 23 ottobre 2021 |
| 13      | WaterHose-Five                              | Un tuffo in piscina                            | 12 luglio 2021    | 19 settembre 2021 | 23 ottobre 2021 |
| 14      | Cody the Barbarian                          | Cody il barbaro                                | 13 luglio 2021    | 19 settembre 2021 | 23 ottobre 2021 |
| 15      | TP2: Judgement Bidet                        | Il mistero della carta igienica                | 14 luglio 2021    | 26 settembre 2021 | 29 ottobre 2021 |
| 16      | Dial B for Birder                           | Un pappagallo per amico                        | 15 luglio 2021    | 26 settembre 2021 |                 |
| 17      | A Hole Lot of Trouble                       | I rischi del gioco                             | 19 luglio 2021    | 3 ottobre 2021    |                 |
| 18      | A Tall Tale                                 | Una grande amicizia                            | 20 luglio 2021    | 3 ottobre 2021    |                 |
| 19      | Chews Wisely                                | La gara di chewing gum                         | 21 luglio 2021    | 10 ottobre 2021   |                 |
| 20      | A Dingo Ate My Duncan                       | Viaggio in Australia!                          | 22 luglio 2021    | 10 ottobre 2021   |                 |
| 21      | Erase Yer Head                              | Formatta la tua testa                          | 4 settembre 2021  | 17 ottobre 2021   |                 |
| 22      | Teacher, Soldier, Chef, Spy                 | Insegnante, Soldato, Chef, Spia                | 11 settembre 2021 | 17 ottobre 2021   |                 |
| 23      | Thingameroo                                 | Lo spirito sia con voi!                        | 18 settembre 2021 | 24 ottobre 2021   |                 |
| 24      | CodE.T.                                     | Cody l’extra-terrestre                         | 25 settembre 2021 | 24 ottobre 2021   |                 |
| 25      | Quiche It Goodbye                           | Sapori d'infanzia                              | 2 ottobre 2021    | 21 novembre 2021  |                 |
| 26      | Ice Guys Finish Last                        | Un amico preistorico                           | 9 ottobre 2021    | 21 novembre 2021  |                 |
| 27      | Trousering Inferno                          | Il ritorno degli Acchiappa Cattivi             | 16 ottobre 2021   | 28 novembre 2021  |                 |
| 28      | The Big Bangs Theory                        | Una Password sicura                            | 23 ottobre 2021   | 28 novembre 2021  |                 |
| 29      | Gwen Scary, Gwen Lost                       | La febbre di Halloween                         | 29 ottobre 2021   | 31 ottobre 2021   |                 |
| 30      | Mad Math: Taffy Road                        | Courtney e le caramelle                        | 6 novembre 2021   | 5 dicembre 2021   |                 |
| 31      | Bearly Edible                               | Un orso commestibile                           | 13 novembre 2021  | 5 dicembre 2021   |                 |
| 32      | Not for the Paint of Heart                  | I risvolti dell'arte                           | 20 novembre 2021  | 12 dicembre 2021  |                 |
| 33      | Daycare of Rock                             | La sorpresa di chef                            | 27 novembre 2021  | 12 dicembre 2021  |                 |
| 34      | Aches and Ladders                           | Il fascino della giustizia                     | 4 dicembre 2021   | 6 marzo 2022      |                 |
| 35      | The Tree Stooges Save Christmas             | L’albero di Natale più bello                   | 9 dicembre 2021   | 19 dicembre 2021  |                 |
| 36      | Cactus Makes Perfect                        | Un'amicizia spinosa                            | 7 febbraio 2022   | 6 marzo 2022      |                 |
| 37      | Virtual Reality Bites                       | Virtualmente forte                             | 8 febbraio 2022   | 13 marzo 2022     |                 |
| 38      | The Opening Act                             | La prova del barattolo                         | 9 febbraio 2022   | 13 marzo 2022     |                 |
| 39      | Van Hogling                                 | La dura vita del contadino                     | 10 febbraio 2022  | 20 marzo 2022     |                 |
| 40      | Ticking Crime Bomb                          | La profezia del cappello                       | 11 febbraio 2022  | 20 marzo 2022     |                 |
| 41      | Knit Wit                                    | Il folletto delle maglie                       | 6 giugno 2022     | 17 luglio 2022    |                 |
| 42      | The Fuss on the Bus                         | La promessa di Chef                            | 7 giugno 2022     | 17 luglio 2022    |                 |
| 43      | The Cone-versation                          | Caccia al tesoro dei pirati                    | 8 giugno 2022     | 24 luglio 2022    |                 |
| 44      | Oozing Talent                               | Il talento di Sugar                            | 9 giugno 2022     | 24 luglio 2022    |                 |
| 45      | Senior Sinisters                            | La vendetta non invecchia mai!                 | 10 giugno 2022    | 31 luglio 2022    |                 |
| 46      | Be Claws I Love You, Shelley                | Shelley dai mille talenti                      | 18 luglio 2022    | 31 luglio 2022    |                 |
| 47      | Total Trauma Rama                           | Paurosamente.. buono                           | 19 luglio 2022    | 7 agosto 2022     |                 |
| 48      | The Doomed Ballooned Marooned               | Buon compleanno, Chef                          | 20 luglio 2022    | 7 agosto 2022     |                 |
| 49      | Legends of the Paul                         | Una leggenda di nome Paul                      | 21 luglio 2022    | 14 agosto 2022    |                 |
| 50      | A Bridgette Too Far                         | Una storia per Bridgette                       | 22 luglio 2022    | 14 agosto 2022    |                 |
| Special | A Very Special Special That's Quite Special | Uno speciale, molto speciale, più che speciale | 15 aprile 2023    | 22 aprile 2023    | 30 ottobre 2023 |

## La palla di Owen
- Titolo originale: Venthalla
- Scritto da: Terry McGurrin

### Trama
Chef sequestra tutti gli oggetti che i bambini portano da casa, compresa una pallina di Owen che aveva vinto con la sua ultima moneta ad una macchinetta.
Duncan decide di aiutare Owen a riprendere il suo oggetto solo per poi trovare un piano per evadere dall'asilo.

## Succo di unicorno
- Titolo originale: Duck Duck Juice
- Scritto da: Terry McGurrin

### Trama
Dopo essersi sfidati a bere il succo Arcobaleno Pegasus di Chef, Izzy e Jude sono presi da pazzia da zucchero.
Duncan e Courtney faranno un viaggio per cercare di sostituire il drink prima che Chef scopra che non c'è più in preda ad un attacco di dipendenza.

## Il pollo di Jude
- Titolo originale: Cluckwork Orange
- Scritto da: Laurie Elliott

### Trama
Dopo che allo zoo un pollo si affeziona a Jude, quando quest'ultimo torna a scuola il pollo lo segue.
Jude difenderà ogni comportamento dell'uccello, fino a quando non ce la farà più e ammetterà che l'uccello è cattivo.

## Missione Hot Dog
- Titolo originale: Free Chili
- Scritto da: Miles Smith

### Trama
Quando Owen nasconde il walkie talkie dentro un hot dog col chili, Harold pensa che sia un alieno venuto per distruggere la Terra.

## L'appuntamento di Chef
- Titolo originale: The Date
- Scritto da: Jennifer Pertsch

### Trama
Quando Chef è felice, ordina la pizza per i bambini; Owen e Jude hanno l'idea di creare un falso ammiratore segreto per Chef.

## Un acquario da sogno
- Scritto da: Andrew Harrison

### Trama
Gwen cerca di convincere Chef a dire alla classe la verità sul loro pesce rosso da compagnia.

## La torta di Izzy
- Scritto da: Jocelyn Geddie

### Trama
Duncan, Leshawna e Beth vogliono le parti a forma di torre della torta che ha portato Izzy e sono disposti a fare tutto per far sì che accada.

## Dare agli amici rende felici
- Scritto da: Terry McGurrin

### Trama
Courtney si rifiuta di condividere il suo prezioso oggetto da collezione con i suoi compagni di classe.

## Il formicaio
- Scritto da: Ryan Belleville

### Trama
Owen e Beth cercano di salvare un formicaio che Courtney e LeShawna vogliono distruggere.

## Fabbrica di microbi
- Scritto da: Jennifer Pertsch

### Trama
I piccoli odiano fare le pulizie, così Duncan li invita ad ammalarsi per rimanere a casa ed evitare di rimanere all'asilo a pulire.